# 井尻兼人
井尻 兼人（いじり けんと、1983年12月25日 - ）は、宮崎県都城市出身のチェリスト、作曲家。宮崎県立都城泉ヶ丘高等学校卒業後、沖縄県立芸術大学を卒業。卒業後、2010年より東京を中心にチェロの魅力を追求し、全国で演奏活動を展開中。